# SŽD-Baureihe СС
Die Lokomotiven der Baureihe СС (deutsche Transkription SS) der Sowjetischen Eisenbahnen (SŽD) sind breitspurige Elektrolokomotiven. Sie wurden zuerst als Baureihe СС11 (SS11) bezeichnet. Alle Lokomotiven der Baureihe wurden zu ССМ (SSM) umgebaut.

## Baureihe СС(SS)
Der Abschnitt Chaschuri–Sestaponi der Bahnstrecke Poti–Baku der Transkaukasischen Eisenbahn in der Georgischen SSR, der Suramipass, stellte besondere Anforderungen an die Leistungsfähigkeit der Lokomotiven und wurde von 1928 bis 1932 als erste Ferneisenbahnstrecke der Sowjetunion mit 3000 Volt Gleichstrom elektrifiziert. Die Lokomotiven zur Bedienung dieser Strecke wurden mangels Erfahrung mit dem Bau von Elektrolokomotiven zunächst aus den USA importiert, General Electric lieferte 1932 acht Lokomotiven der Baureihe С10 (S10), später als С (S) bezeichnet.
Bereits 1929 war mit den Vorbereitungen zum landeseigenen Bau von Elektrolokomotiven begonnen worden. Das erste Ergebnis dieser Bemühungen war die Fertigstellung der ersten beiden Motoren des Typs ДПЭ-340 (DPE-340) mit einer Leistung von 340 Kilowatt im Werk Dinamo in Moskau. Das Werk Kolomna übernahm den mechanischen Teil, hierbei wurde nach den Plänen für die Baureihe  С10 gearbeitet. Im November 1932 wurde die Lokomotive СС11-01 (SS11-01) fertiggestellt. Die Bezeichnung СС wurde von „Сурамский Советский“ (Suramski Sowetski) abgeleitet, was auf die sowjetische Herkunft und das Einsatzgebiet am Suramipass hindeutet. Die СС11-01 war dennoch nicht die erste sowjetische Elektrolokomotive, da kurz zuvor die Lokomotive ВЛ114-1 (WL114-1) einer ähnlichen, etwas leichteren Bauart fertiggestellt worden war, die der Prototyp der späteren Baureihe ВЛ19 (WL19) war.
Die Konstruktion der Baureihe С10 wurde weitestgehend für die С11 übernommen. Die Lokomotiven waren mit
dreiachsigen Drehgestellen ausgestattet. Die charakteristische Bauform mit Zugang zum Führerstand in der Frontseite wurde ebenso übernommen wie der Frontumlauf, an dem Scheinwerfer und Steckdosen angebracht wurden. Lediglich die Tür in der Mitte der Längsseite des Lokkastens wurde bei der С11 weggelassen.
Im Gegensatz zur Baureihe ВЛ19, deren Prototyp zunächst erprobt wurde, wurde die Baureihe С11 sofort in Serie gebaut. 1933 wurden С11-02 bis -18 in Betrieb gestellt, 1934 С11-19 bis -21. Ab 1933 wurden die Importe von Elektrolokomotiven fortgesetzt, aus Italien wurde die ähnliche Baureihe СИ10 (SI10), später СИ (SI), von Tecnomasio Italiano Brown Boveri geliefert, ab 1934 begann der Serienbau der Baureihe ВЛ19. Noch in den 1930er Jahren wurde die Bezeichnung der Lokomotiven geändert, der Zusatz „11“ entfiel, die endgültige Baureihenbezeichnung war somit „СС“.
Nur die ersten drei Lokomotiven kamen auf dem Suramipass zum Einsatz, die nachfolgenden wurden auf der 1933 elektrifizierten Strecke Tschusowskaja–Kisel der Permskaja schelesnaja doroga eingesetzt, ebenfalls eine Gebirgsstrecke.
Trotz der Ähnlichkeiten der Baureihen С, СС und СИ konnten diese nicht zusammen in Mehrfachtraktion eingesetzt werden, zudem waren СС-01 bis -10 nicht mit den Lokomotiven der Nummernreihe СС-11 bis -21 in Mehrfachtraktion einsetzbar.

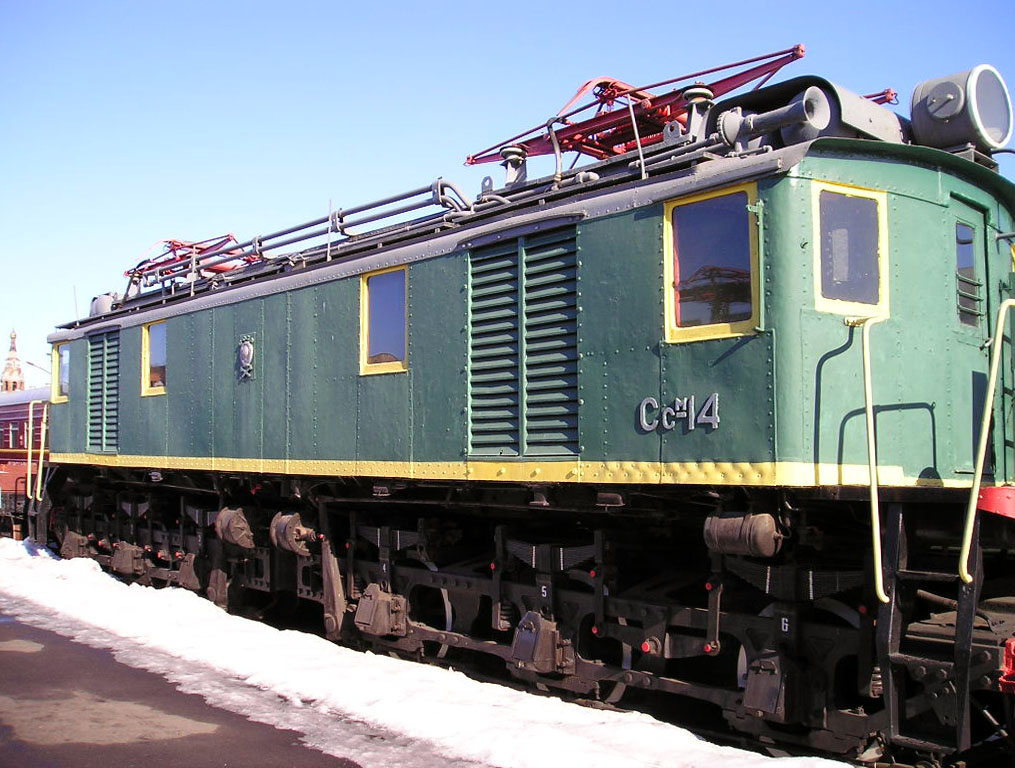
С_{С}М-14 im Russischen Eisenbahnmuseum Sankt Petersburg (2004)

## Baureihe ССМ (SSM)
Ab 1952 wurden im Zuge von Großreparaturen alle 21 СС zu ССМ modernisiert. Hierbei wurden die Motoren ДПЭ-400А (DPE-400A) der Baureihe ВЛ22М verwendet und der elektrische Aufbau an diese Lokomotiven angepasst. Teilweise wurde auch die Höchstgeschwindigkeit auf 70 oder 80 km/h erhöht. Die Ordnungsnummern blieben beim Umbau unverändert.
Die ССМ wurden von 1968 bis 1974 ausgemustert. ССМ-05 blieb im Eisenbahnmuseum Jekaterinburg erhalten, ССМ-14 im Russischen Eisenbahnmuseum Sankt Petersburg.